# PostTrak
PostTrak es un servicio con sede en Estados Unidos que realiza encuestas a audiencias cinematográficas para estudios cinematográficos.

## Historia
El servicio realiza encuestas en los 20 principales mercados de los Estados Unidos y Canadá con el uso de tarjetas de votación y quioscos electrónicos. Un informe de PostTrak para una película agrega la composición demográfica, las opiniones sobre la película, la impresión del marketing de la película, cuándo se compraron los boletos y los planes para comprar o alquilar la película en los medios locales.
El servicio fue diseñado por Kevin Goetz, fundador y CEO de Screen Engine. El servicio fue lanzado en 2013 por Screen Engine y Rentrak; este último proporciona datos de taquilla a los estudios. PostTrak se enfoca en lanzamientos amplios y encuestas de audiencias en 20 mercados en los Estados Unidos y Canadá, donde los servicios anteriores se enfocaron en tres o cuatro mercados. La mayoría de los seis estudios principales se han suscrito al servicio, así como varios distribuidores. The Hollywood Reporter escribió en 2013 que la empresa de encuestas CinemaScore había monopolizado la industria del cine durante tres décadas, pero recibió críticas por "depender de técnicas de encuestas obsoletas y una muestra demasiado limitada" y PostTrak la desafiaría. Mientras CinemaScore sondea en una escala de A+ a F, PostTrak asigna un porcentaje de puntaje positivo en una escala de 1 a 100, entre otras reacciones, como la probabilidad de que un miembro de la audiencia recomiende la película a un amigo.
Con la adquisición de Rentrak por parte de comScore, el servicio es propiedad de comScore y Screen Engine.